# Крестовоздвиженская церковь (Тобольск)
Крестовоздвиженская церковь — недействующий православный храм в юго-западной части города Тобольска Тюменской области, недалеко от берега Иртыша.

## История
Существовавшая ранее деревянная церковь Воздвижения Креста Господня была построена ещё в 1652 году. В 1743 году она сгорела, но была отстроена заново. Через десять лет к юго-западу от деревянной церкви на средства прихожан начали строить двухэтажную каменную. Она заложена взамен деревянного храма в 1754 году на деньги прихожан и купцов Медведевых. Заложен на насыпном холме на берегу реки Покровки. В 1761 году был освящён её нижний (тёплый) храм, а через 10 лет — верхний. Колокольню достроили в 1784 году. В приходе церкви было 4 деревни на левобережье и часовня Святого Александра Невского. Существует легенда, что 1930-х годах крест с шатрового купола пытались сорвать сначала веревками, но ничего не получилось; только наклонился крест, тогда полез человек на купол и сорвался, и разбился насмерть.

## Состояние
Неудовлетворительное. Церковь была законсервирована в 2004 году для будущей реставрации. К 2012 году состояние церкви значительно ухудшилось.

Виды храма
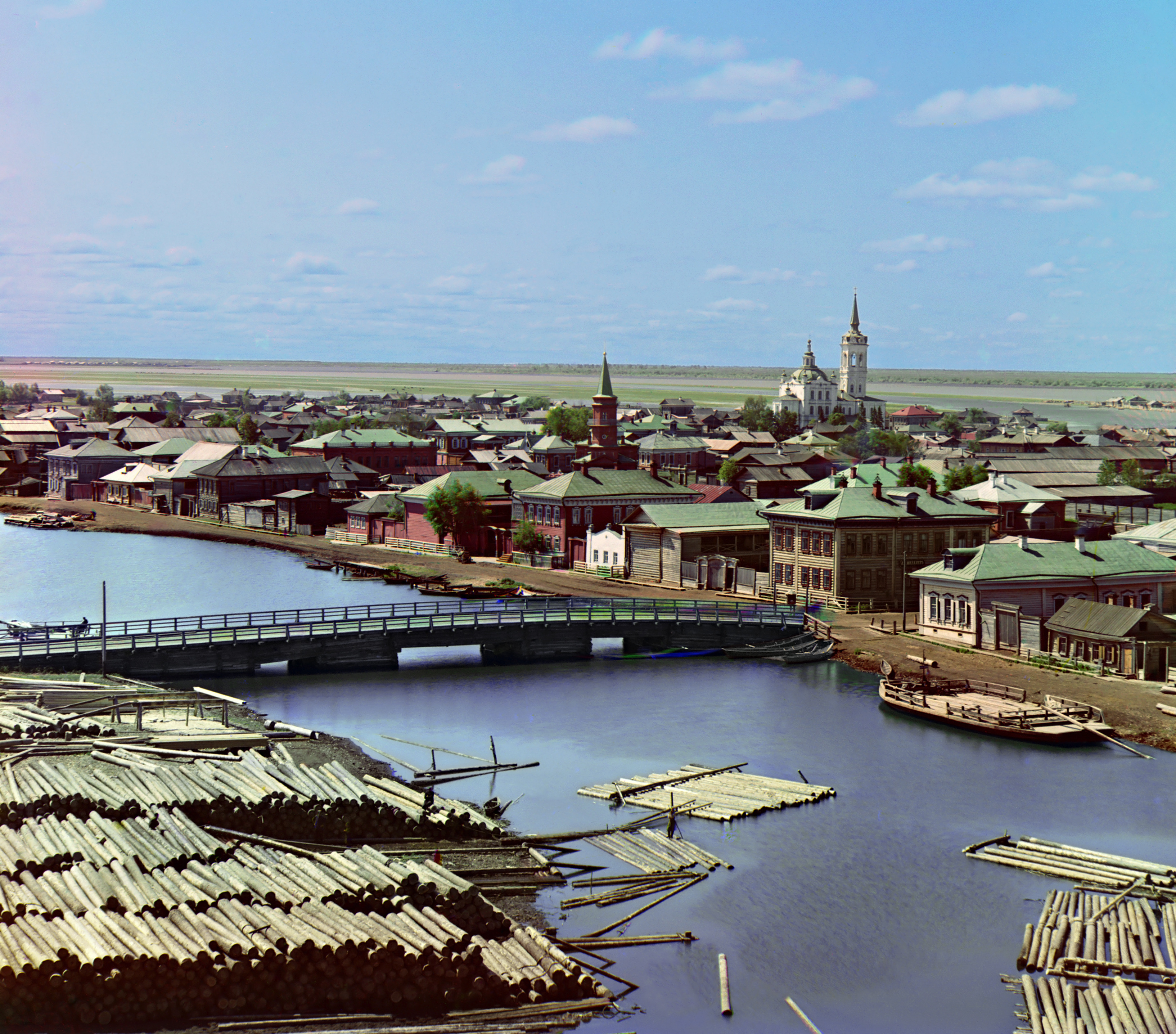
Вид на Тобольск с колокольни Преображенской церкви. Вдали видна Крестовоздвиженская церковь. 1912 год
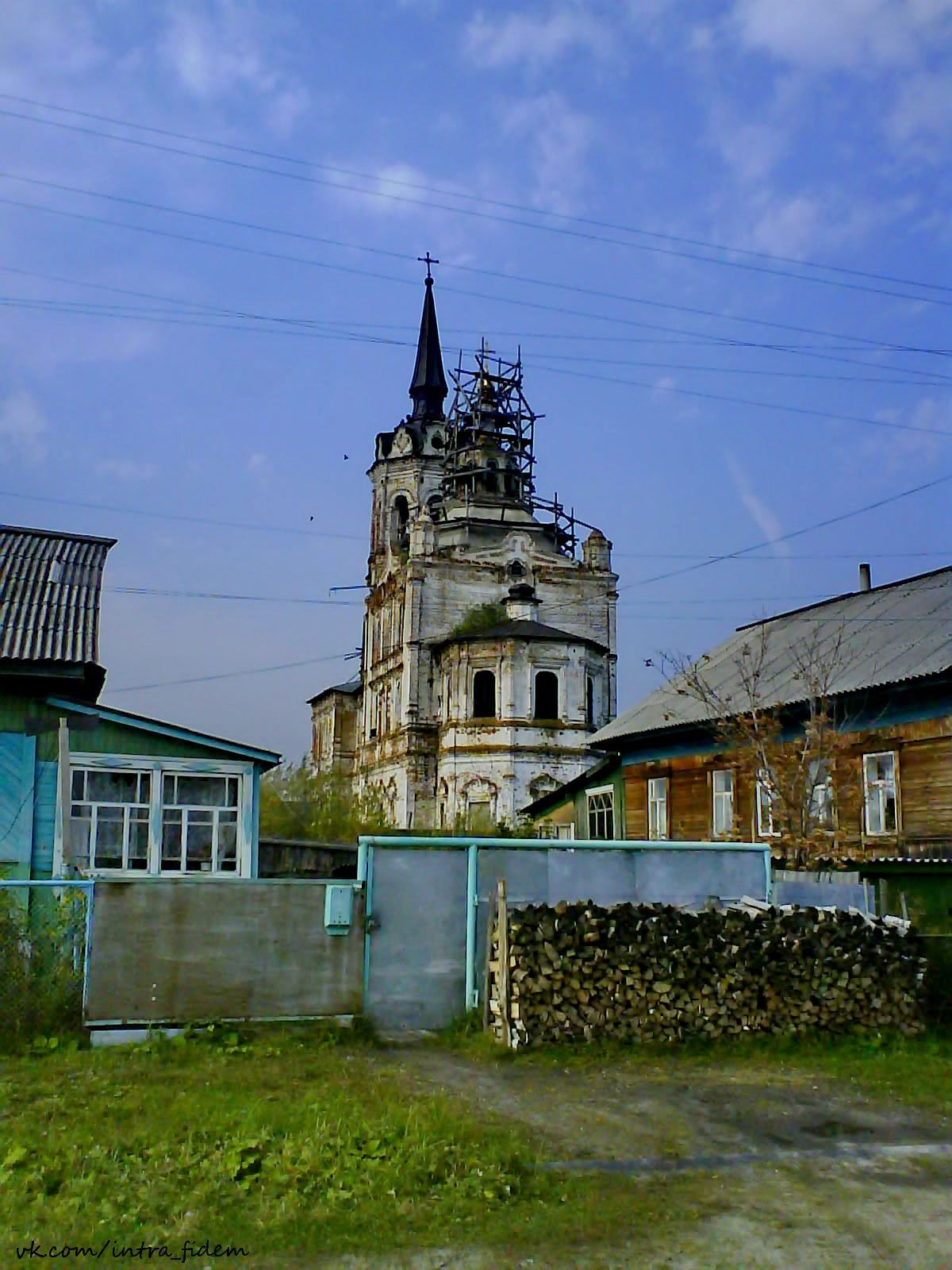
Вид на алтарную часть церкви
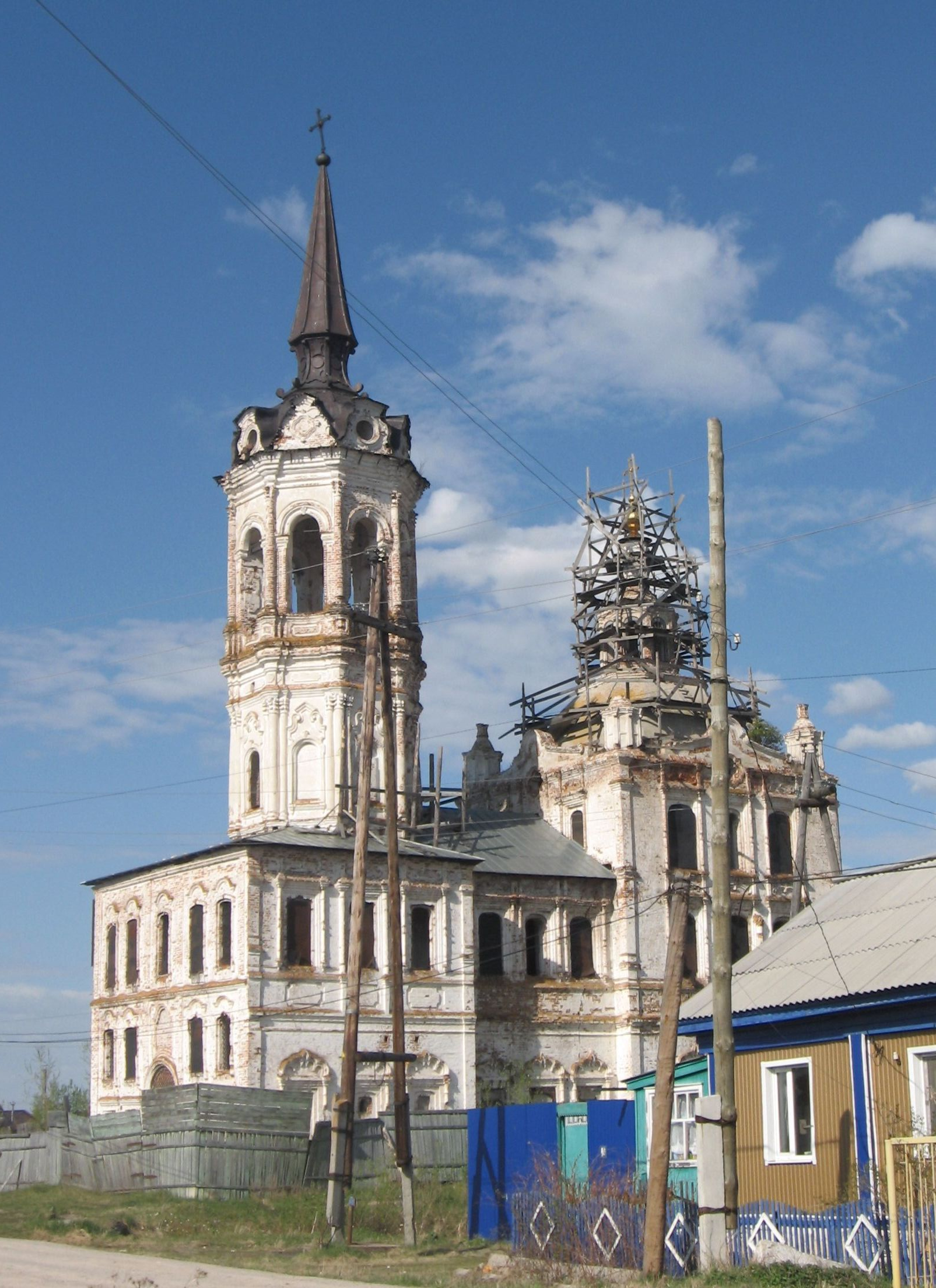
2015 год.
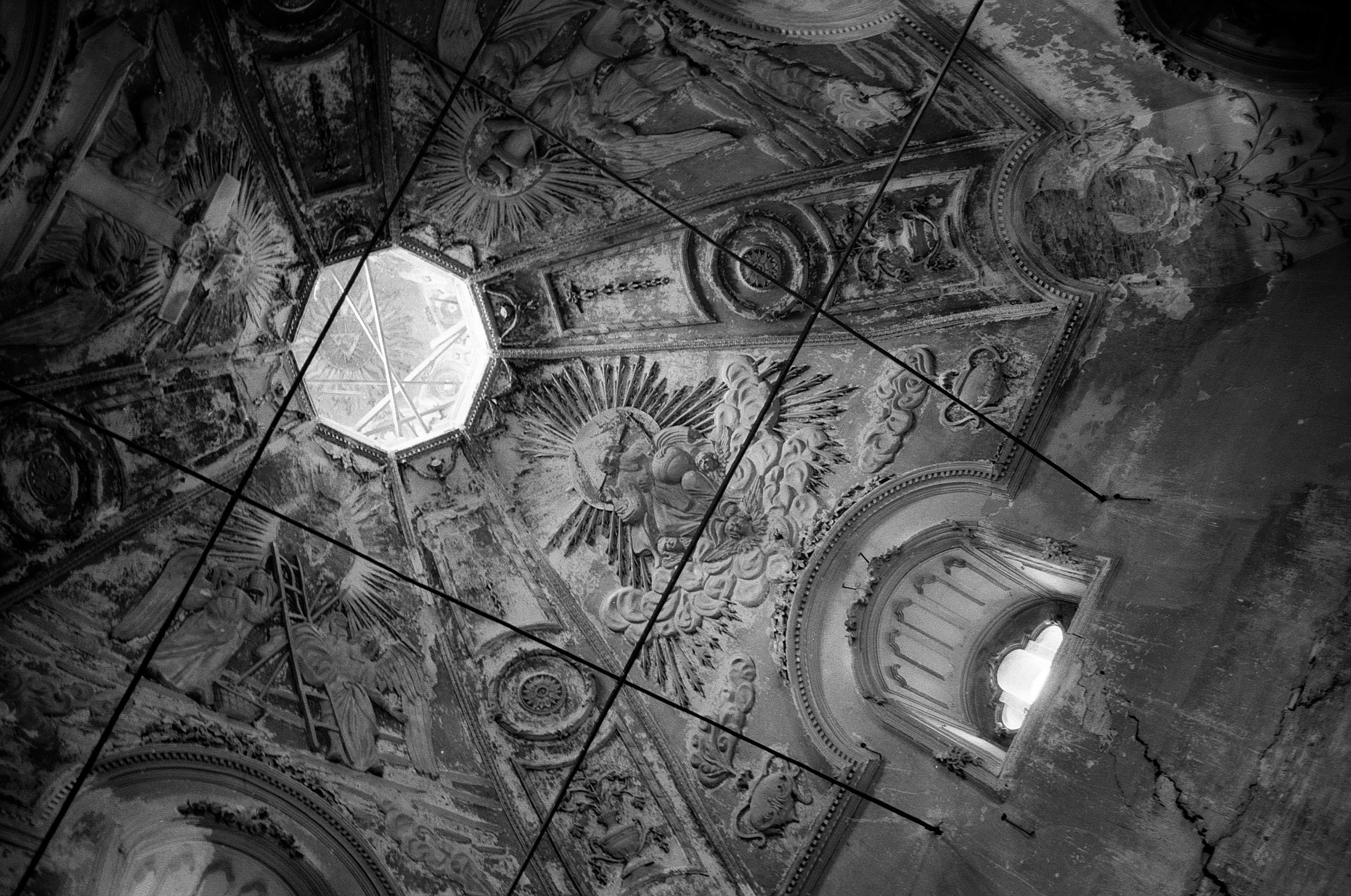